# 1968年人種関係法
1968年人種関係法（1968ねんじんしゅかんけいほう、Race Relations Act 1968）は1968年に制定された人種差別を禁じるイギリスの法律。同様の趣旨であった1965年人種関係法を改正・強化したものであり、肌の色、人種、民族または国籍を理由に住宅や雇用、公共サービスの提供を拒否することを禁じた。ただし、1965年の同法と同じく、独自議会（旧議会）があった北アイルランドには適用されなかった。また、同法では「調和のとれたコミュニティ関係」を促進するために、コミュニティ関係委員会（Community Relations Commission）も設立された。
当時の労働党政権が進めた法案であり、これに反発したイーノック・パウエルによる血の川演説が知られる。

## 法律内容
第二次世界大戦後、イギリス本国には大量の移民が流入し、それに伴う人種差別が社会問題となっていた。
これを解決すべく、1965年に人種関係法が成立し、公共の場での人種差別が禁じられ、人種憎悪を煽る行為は刑事罰の対象となった。しかし、この法律によって新設された人種関係委員会の権限は弱く、法律の対象範囲も限定的であるなど、差別解消には不十分であると見なされた。
1968年、労働党のウィルソン政権は人種関係法を改正し、住宅や雇用における差別の根絶に重点を置いて、適用範囲を拡大させる改正法案を提出した。この法案は、「ここで生まれ」、そして「私たちの学校に通っている」第二世代の移民が「資格のある仕事と、支払える住宅」を手に入れることを確実にすることを目的とした。最大野党の保守党はこの法案に懸念を示して条項を大幅に弱める修正案を提出し、第二読会（総括審議）の直前にはバーミンガムで総会を開いた。この総会においてシャドー・キャビネット（影の内閣）の国防大臣であったイーノック・パウエルが法案のみならず移民政策自体を糾弾する血の川演説を行い、大きな論争となった。演説の3日後に行われた第二読会は激しい議論となり、また、パウエルを支持して移民政策に反対するデモも発生した。
最終的には賛成182票、反対44票で第三読会（採決）を通過し、1968年10月25日に女王裁可を受け成立した。
その後、人種平等委員会が設立された1976年の人種関係法により改正された。